# Pohrebea, Dubăsari
Pohrebea este un sat din cadrul comunei Coșnița din raionul Dubăsari, Republica Moldova.

## Geografie

### Așezarea geografică
Pohrebea este situat la sudul raionului, pe malul stâng al Nistrului, la o distanță de 18 km de centrul raional, la 55 km distanță de calea ferată din Tiraspol și la 38 km de capitala Chișinău.
Pohrebea face parte din categorie localităților mici pe republică, având 730 de locuitori si o suprafață de 112,37 ha.
Casele satului Pohrebea sunt strâmtorate dintr-o parte și din alta de fâșia îngustă a luncilor nistrene, împrăștiate pe niște petice de pământ favorabil agriculturii, risipite printre pietrișul și prundișul din jur. În aceasta constă complexitatea dezvoltării agriculturii și ridicarea construcțiilor, dar tot în aceasta se prezintă și originalitatea localității.
Ocupația principală a băștinașilor este legată de creșterea vitelor, prelucrarea produselor agricole folosind în acest scop toate bogățiile naturale oferite de satul natal.

### Suprafața
Satul are o suprafață de circa 0.94 kilometri pătrați, cu un perimetru de 4.77 km.

### Clima
Aici clima este temperat-continentală, cu verele fierbinți și iernile scurte și calde. Temperatura medie a aerului în iulie atinge nivelul de +23 C°. Cantitatea de precipitații atmosferice constituie 435 mm în medie pe an, de obicei precipitațiile căzând în timpul primăverii și verii.
Relieful terenurilor agricole este neuniform: în partea de jos a satului sunt lunci inundabile; sunt prezente ramificații muntoase ale unor vâlcele; văgăuni lungi, străvechi sunt terase neinundabile.

## Populația
Conform datelor recensământului din anul 2004, populația satului constituia 703 oameni, dintre care 47.23% - bărbați și 52.77% - femei. Structura etnică a populației: 98.86% - moldoveni, 0.28% - ucraineni, 0.57% - ruși, 0.14% - găgăuzi, 0.14% - alte etnii.

## Istoric
Deprinderile de gospodărie a populației, precum și aspectul social-cultural al localității s-au format de-a lungul secolelor. Istoria apariției satului Pohrebea e strâns legată de istoria apariției și dezvoltării statului moldoveneasca, de formare a Ucrainei. În secolele al XVII-lea–al XVIII-lea au loc migrațiile în masă a populației din cnezatul Moldovei. Anume în această perioadă pe malul sting al Nistrului apar un șir de localități întemeiate de refugiații cnezatului. Tot atunci are ființă și satul Pohrebea. Localitatea era considerată moldovenească dar în ele locuiesc și reprezentanții altor naționalități, mai ales ruși și ucraineni. De aceea, printre populația acestui sat se întâlnesc mulți cu nume de origine rusă și ucraineană, de exemplu Ignatiev, Danilov, Ilievici.
Conform documentelor în 1769, ia ființă satul Pohrebea după ce vine și se stabilește un grup de oameni din satul Pogrebeni raionul Orhei care e notat în documente în 1603.
Conform istorisirilor adunate de la originarii în etate există mai multe variante legate de proveniența numelui de Pohrebea: că ar fi provenită de la primii locuitori strămutați din satul Pogrebenî aici, dându-i numele Pogrebea; opinia mai populară este că mai demult când se forma satul, populația sa era aproape în totalitate rusă. Ei își făceau case asemănătoare cu beciuri, care în limba rusă se numesc погребы. De la denumirea caselor s-a format și denumirea satului Pogreba, mai apoi Pohrebea.
Primele școli în raionul Dubăsari apar în 1813, de aici rezultă că undeva la mijlocul secolului al XIX-lea a fost construită și școala din Pohrebea.
La Coșnița prima biserică (din lemn) a fost construită în 1760, iar în 1880 a fost zidită una din piatră. La Pohrebea a fost ridicată una asemănătoare  Arhivat în 15 octombrie 2016, la Wayback Machine.. Pereții  Arhivat în 15 octombrie 2016, la Wayback Machine. ambelor biserici se mai păstrează și astăzi. Există o legendă care spune că:
Țarul acestor meleaguri a poruncit ca în acest sat să fie construită o biserică de toată frumusețea. Când biserica a fost gata zidită, în ziua sfințirii bisericii a născut și soția țarului. Țarul plin de bucurie a poruncit veselie în tot satul și ca această zi să fie sărbătorită în fiecare an, care mai pe urmă a devenit și ziua satului (18 octombrie).